# Fibula di Tara
La Fibula di Tara è un'opera di oreficeria irlandese del VIII secolo, tra i massimi esempi di fibula celtica giunti sino ai nostri giorni. Ritrovata nel 1850, è oggi conservata presso il Museo nazionale d'Irlanda.